# Zuid-Beveland
Die Halbinsel Zuid-Beveland liegt in der niederländischen Provinz Zeeland zwischen der Oosterschelde und dem Veerse Meer im Norden und der Westerschelde im Süden. Über den Sloedamm und beiderseits eingepolderte Gebiete ist im Westen die Halbinsel Walcheren erreichbar.
Zuid-Beveland zählte 91.490 Einwohner im Jahr 2004. Diese verteilen sich auf die Gemeinden:
- Borsele (22.311)
- Goes (36.616)
- Kapelle (11.611)
- Reimerswaal (20.952)

Die Stadt Goes ist das urbane Zentrum von Zuid-Beveland.

## Wirtschaft
Die Ortschaft Yerseke an der Oosterschelde ist das Zentrum der niederländischen Austernzucht. Am Ufer der Westerschelde ist das Kernkraftwerk Borssele in Betrieb.

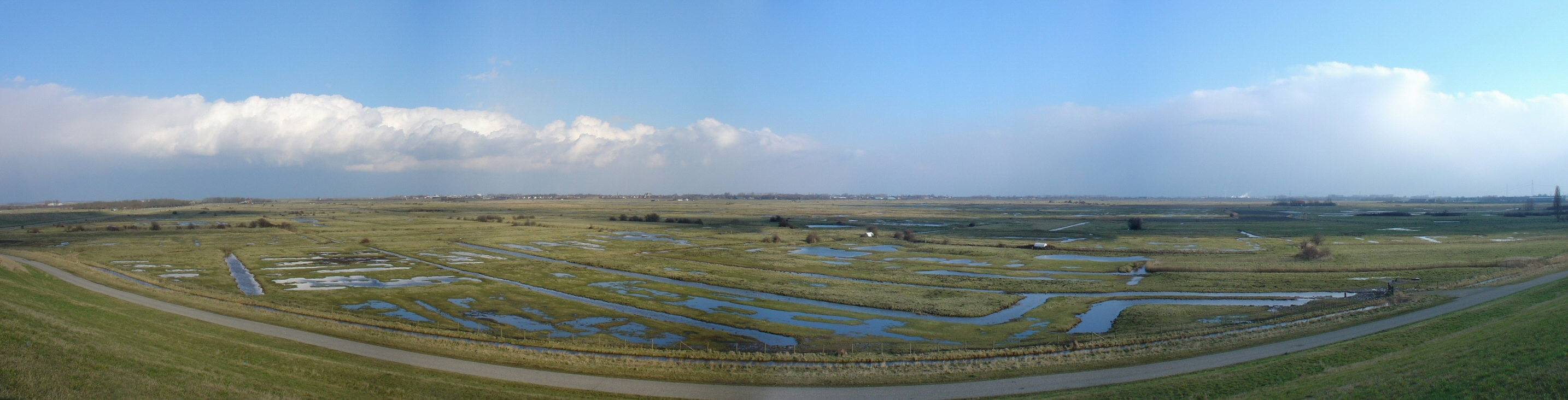
Moorlandschaft bei Yerseke

## Verkehrswege

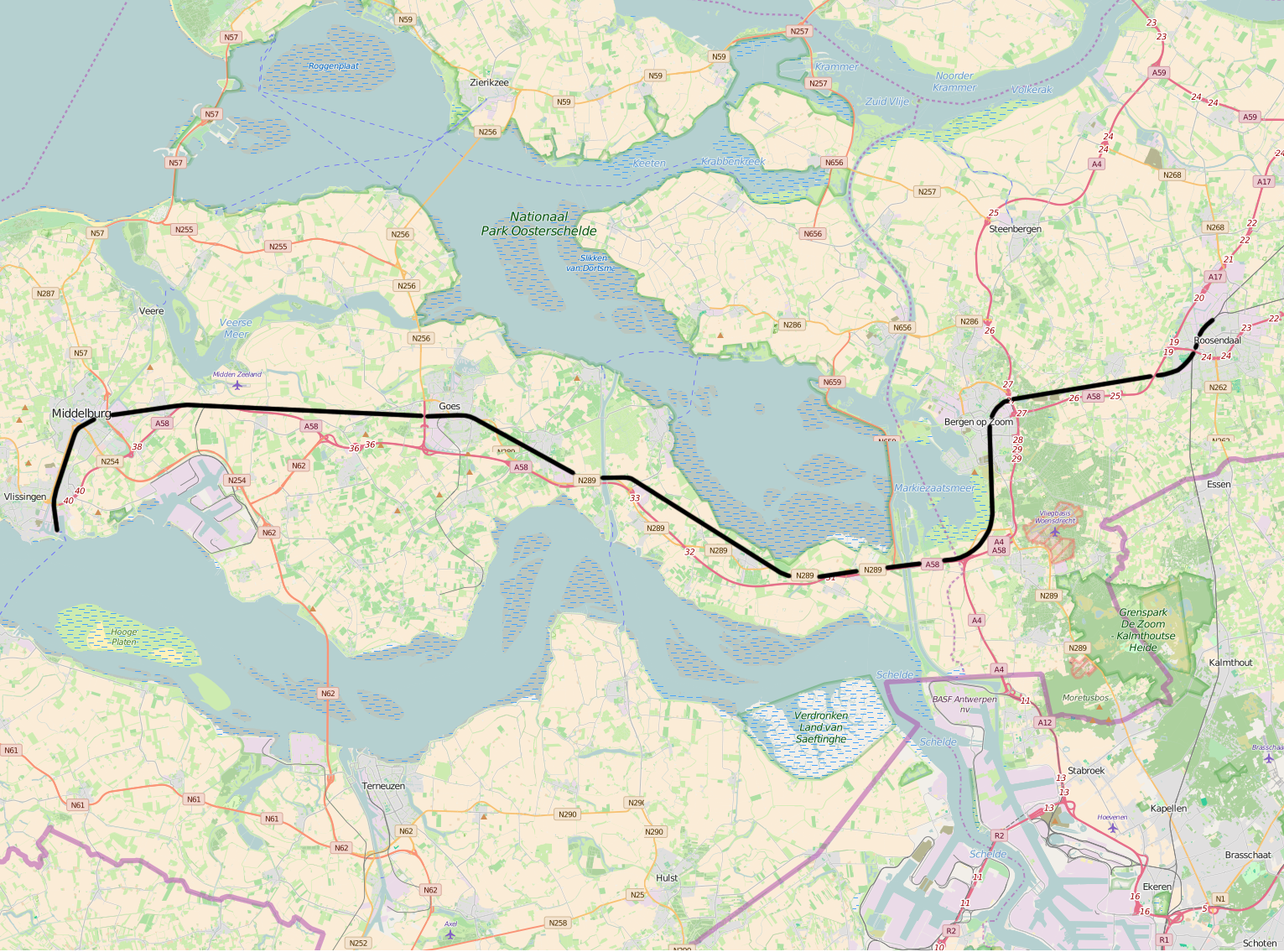
Bahnstrecke Zeeuwse Lijn durch Zuid-Beveland

Die Schnellstraße A58 und die einzige Eisenbahnlinie Zeelands, die sogenannte Zeeuwse Lijn, verbinden Goes mit Bergen op Zoom auf dem Festland und  Middelburg und Vlissingen auf Walcheren.
Die A256/N256 verbindet von Goes aus mit der nördlich gelegenen Insel Noord-Beveland.
Am östlichen Beginn der Halbinsel durchquert der Schelde-Rhein-Kanal die Halbinsel. Weiter westlich verbindet Kanal durch Zuid-Beveland die Ooster- und Westerschelde.